# Нестерівці (зупинний пункт)
Нестерівці — пасажирський залізничний зупинний пункт Жмеринської дирекції Південно-Західної залізниці на одноколійній неелектрифікованій лінії Ярмолинці — Ларга між станціями Дунаївці та Балин.
Розташований біля села Нестерівці Кам'янець-Подільського району Хмельницької області.

## Пасажирське сполучення
На зупинному пункті зупиняються приміські поїзди сполученням Хмельницький — Кам'янець-Подільський.